# 野本陽代
野本 陽代（のもと はるよ、1948年12月10日 - ）は、日本のサイエンスライター、翻訳家。慶應義塾大学法学部法律学科卒業。夫は天文学者の野本憲一。科学書、特に宇宙・天文学関連の著作・翻訳が多い。

## 著書

### 単著
- 『こんにちは，ハレーです 日本ハレー協会公式ガイドブック』日経サイエンス社、1984年11月。ISBN 4-532-06252-7。
- 『星は生きている 星の誕生からブラックホールまで』筑摩書房〈ちくまプリマーブックス 9〉、1987年8月。ISBN 4-480-04109-5。
- 『ドキュメント超新星爆発 400年目の大事件』岩波書店、1988年4月。ISBN 4-00-005732-4。
- 『超新星1987Aに挑む 壮烈な星の最期をさぐる』野本憲一監修、講談社〈ブルーバックス〉、1989年11月。ISBN 4-06-132799-2。
- 『あなたも宇宙人』筑摩書房〈ちくまプリマーブックス 45〉、1990年11月。ISBN 4-480-04145-1。
- 『星は生きている 星の誕生からブラックホールまで』日本ライトハウス、1991年12月。
- 『宇宙はどこまで見えてきたか 謎だらけの宇宙論』岩波書店、1992年1月。ISBN 4-00-005079-6。
- 『日本のロケット』日本放送出版協会〈NHKブックス 671〉、1993年9月。ISBN 4-14-001671-X。
- 『宇宙 ポピュラーサイエンス』丸善〈丸善ライブラリー 129〉、1994年7月。ISBN 4-621-05129-6。
- 『ふたたび月へ』丸善〈丸善ライブラリー 203〉、1996年7月。ISBN 4-621-05203-9。
- 『宇宙の果てにせまる』岩波書店〈岩波新書〉、1998年7月。ISBN 4-00-430570-5。
- 『見えてきた宇宙の神秘』草思社、1999年2月。ISBN 4-7942-0866-9。
- 『「図解」月の神秘 伝説から科学まで』PHP研究所、1999年5月。ISBN 4-569-60583-4。
- 『巨大望遠鏡時代 すばるとそのライバルたち』岩波書店、2001年8月。ISBN 4-00-005242-X。
- 『ハッブル望遠鏡が見た宇宙 カラー版』 続、岩波書店〈岩波新書〉、2000年9月。ISBN 4-00-430691-4。
- 『ここまで見えた宇宙の神秘 カラー版』講談社〈講談社+α新書〉、2001年10月。ISBN 4-06-272095-7。
- 『ハッブル望遠鏡の宇宙遺産 カラー版』岩波書店〈岩波新書〉、2004年10月。ISBN 4-00-430918-2。
- 『宇宙はきらめく カラー版』岩波書店〈岩波ジュニア新書 579〉、2007年11月。ISBN 978-4-00-500579-6。
- 『ハッブル望遠鏡宇宙の謎に挑む カラー版』講談社〈講談社現代新書 2011〉、2009年8月。ISBN 978-4-06-288011-4。

### 共著・編著・共編著
- ロバート・ウィリアムズ共著『ハッブル望遠鏡が見た宇宙 カラー版』岩波書店〈岩波新書〉、1997年4月。ISBN 4-00-430499-7。
- 野本陽代本文執筆『暮らしの中にいきる日本の宇宙技術』宇宙航空研究開発機構産学官連携部、2006年1月。
- 野本陽代 編『はるかな宇宙身近な宇宙』求龍堂〈サクセスフルエイジング = Successful aging. SA読本 v.9〉、2006年3月。ISBN 4-7630-0604-5。

### 翻訳
- カール・セーガンほか『核の冬 第三次世界大戦後の世界』野本陽代訳、光文社、1985年7月。ISBN 4-334-96013-8。
- H・リーブス『天空の果実 宇宙の進化を探る』野本憲一・野本陽代訳、岩波書店〈岩波現代選書. NS ; 548〉、1985年12月。ISBN 4-00-007548-9。
- L・シーゲル、J・マーコフ『米国コンピュータ事情 ハイテク社会の代償』野本陽代訳、岩波書店、1986年6月。ISBN 4-00-005974-2。
- J・クレイグ・ウィーラー『ブラックホールを破壊せよ』野本陽代訳、光文社〈光文社文庫〉、1988年8月。ISBN 4-334-76013-9。
- ジョン・グリビン『宇宙はどこからやってきたか ビッグバンの探究』野本陽代訳、ティビーエス・ブリタニカ、1988年8月。ISBN 4-484-88109-8。
- エドワード・ファイゲンバウムほか『エキスパート・カンパニー 第五世代コンピュータ・挑戦と成功の物語』野本陽代訳、ティビーエス・ブリタニカ、1988年12月。ISBN 4-484-88115-2。
- リチャード・プレストン『ビッグ・アイ 世界最大の天体望遠鏡の物語』野本陽代訳、朝日新聞社、1989年10月。ISBN 4-02-256047-9。
- ジョン・アレン・パウロス『数字オンチの諸君！』野本陽代訳、草思社、1990年7月。ISBN 4-7942-0380-2。
- E・ダブースト『地球外文明をさがす』野本陽代訳、岩波書店、1990年7月。ISBN 4-00-005671-9。
- ティモシー・フェリス『銀河の時代 宇宙論博物誌』 上、野本陽代訳、工作舎、1992年6月。ISBN 4-87502-200-X。
- ティモシー・フェリス『銀河の時代 宇宙論博物誌』 下、野本陽代訳、工作舎、1992年6月。ISBN 4-87502-201-8。
- アイザック・アシモフ『アシモフの原子宇宙の旅』野本陽代訳、二見書房、1992年12月。ISBN 4-576-92188-6。
- ピーター・コヴニー、ロジャー・ハイフィールド『時間の矢、生命の矢』野本陽代訳、草思社、1995年4月。ISBN 4-7942-0584-8。
- アイバース・ピーターソン『ニュートンの時計 太陽系のなかのカオス』野本陽代訳、日経サイエンス社、1995年5月。ISBN 4-532-52044-4。
- マレイ・ゲルマン『クォークとジャガー たゆみなく進化する複雑系』野本陽代訳、草思社、1997年8月。ISBN 4-7942-0774-3。
- ミチオ・カク『サイエンス21』野本陽代訳、翔泳社、2000年4月。ISBN 4-88135-804-9。
- リー・スモーリン『宇宙は自ら進化した ダーウィンから量子重力理論へ』野本陽代訳、日本放送出版協会、2000年9月。ISBN 4-14-080548-X。
- ジェームズ・マクラクラン『ガリレオ・ガリレイ 宗教と科学のはざまで』野本陽代訳、大月書店〈オックスフォード科学の肖像 = Oxford portraits in science / オーウェン・ギンガリッチ編集代表〉、2007年5月。ISBN 978-4-272-44043-6。
- ジョン・アレン・パウロス『数で考えるアタマになる！ 数字オンチの治しかた』野本陽代訳、草思社、2007年8月。ISBN 978-4-7942-1622-9。